# Lupo Solitario (franchise)
Lupo Solitario (Lone Wolf) è un media franchise originato da una serie omonima di librogame di genere fantasy ideata dallo scrittore inglese Joe Dever ed esordita nel 1984; a questa seguì una seconda serie di librogame, Oberon, una serie di 12 romanzi fantasy, vari giochi di ruolo, videogiochi, un fumetto e una guida illustrata.
Le opere sono tutte ambientate nel mondo immaginario di Magnamund; protagonista della serie è Lupo Solitario, ultimo sopravvissuto allo sterminio di un antico ordine cavalleresco che combatte le creature del dio del male, Naar, in particolare i Signori delle Tenebre, per assicurare la pace e la giustizia.

## Librogame
Lupo Solitario (Lone Wolf) è una serie di 30 librogame ambientata nel Magnamund e appartenente all'omonima saga, creata da Joe Dever ed inizialmente illustrata da Gary Chalk, che narra, in prima persona, le avventure del Maestro Ramas Lupo Solitario.
Il primo libro della serie è stato pubblicato nel 1984 negli Stati Uniti e nel Regno Unito mentre in Italia la serie è sbarcata nel 1985, edita dalla casa editrice Edizioni E. Elle. L'anno successivo, I Signori delle Tenebre, il primo libro della serie, ha vinto il Premio selezione Bancarellino. Le pubblicazioni di nuovi volumi, fermate nel 1998, sono riprese nel 2015 con l’intento di chiudere la saga al 32º episodio anche dopo la morte dell’autore, grazie all'opera portata avanti dal figlio, Ben Dever, e da Vincent Lazzari, sulle indicazioni lasciate come eredità dal papà della serie nelle ultime settimane di vita. 
Dever ha concesso l'autorizzazione alla libera pubblicazione e distribuzione online tramite internet di alcuni suoi librogame, tra cui l'intera serie di Lupo Solitario, a Project Aon, sito creato da un gruppo di volontari appassionati.

## Romanzi
La prima serie di romanzi è stata scritta da John Grant in collaborazione con lo stesso Dever. Inizialmente pubblicata dalla casa editrice Edizioni EL che aveva pubblicato anche i librogame, l'edizione italiana è stata sospesa dopo i primi cinque numeri. Recuperato poi da Armenia Edizioni, l'intero ciclo è stato pubblicato in cinque uscite col nome di Le Leggende di Lupo Solitario.
La Armenia si è infine assicurata anche i diritti sulla pubblicazione in italiano delle nuove Chronicles of Magnamund (tradotto, Cronache del Magnamund), due trilogie che vedono la partecipazione di Dever come editor.
- La EL ha tradotto solo i primi 5 volumi delle Leggende di Lupo Solitario.

1. Il massacro dei Ramas (Eclipse of the Kai) (1989)
2. L'invasione (The Dark Door Opens) (1989)
3. La Spada del Sole (Sword of the Sun) (1989)
4. Caccia spietata (Hunting Wolf) (1990)
5. Gli artigli di Helgedad (The Claws of Helgedad) (1991)
6. The Sacrifice of Ruanon (1991)
7. The Birthplace (1992)
8. The Book of the Magnakai (1992)
9. The Tellings (1993)
10. The Lorestone of Varetta (1993)
11. The Secret of Kazan-Oud (1994)
12. The Rotting Land (1994)

- Il gruppo Armenia ha pubblicato invece l'antologia completa sempre con il titolo Le Leggende di Lupo Solitario.

1. L'ultimo dei Ramas (episodi: L'eclisse dei Ramas, La Porta dell'Oscurità, La Spada del Sole)
2. La vendetta del Lupo (episodi: La caccia del Lupo, Una pugnalata alle spalle, Sacrificio a Ruanon)
3. Il Libro Sacro dei Ramas (episodi: Il luogo di nascita, Il Libro del Ramastan)
4. Il labirinto della paura (episodi: La Pietra della Sapienza di Varetta, Il segreto di Kazan-Oud)
5. Lo scontro finale (episodi: La palude maledetta, Narrazioni intorno al falò)

- Le nuove trilogie saranno tradotte in Italia da Armenia.

The Lencian Trilogy di Richard Ford
1. The Dragons of Lencia (tradotto, I Dragoni di Lencia)

Rise of the Agarashi di August Hahn
1. Glory & Greed (tradotto, Gloria e avidità)

## Giochi di ruolo
Sono stati pubblicati tre giochi di ruolo basati su Lupo Solitario, due dalla Mongoose Publishing: Lone Wolf: The Roleplaying Game (2004) di August Hahn e Lone Wolf Multiplayer Game Book (2010) di Joe Dever e Matthew Sprange. Un terzo è stato pubblicato dalla Cubicle 7 The Lone Wolf Adventure Game (2017). Sia la prima, che la terza edizione sono state tradotte in italiano con lo stesso titolo, Lupo Solitario — il gioco di ruolo, la prima dalla Editori Folli nel 2004, la seconda dalla Raven Distribution.

### d20 System
Nel 2004 la Mongoose Publishing ha pubblicato il gioco di ruolo The Lone Wolf: The Roleplaying Game, usando la Open Gaming License, utilizzando sia il materiale pubblicato nei librogame, che gli appunti di Joe Dever, che i romanzi (privilegiando in caso di contraddizione il materiale degli appunti). Il gioco di ruolo è stato tradotto nello stesso anno in italiano dalla Editori Folli. 
Il manuale base sono sviluppa, oltre alle regole e a un minimo di background e bestiario, sette classi base: il cavaliere Ramas, il confratello della Stella di Cristallo, il mago di Dessi oltre a quattro classi che poco sono state presentate e sviluppate nei vari librogame: il nano di Bor, il guerriero di Telchos, il cavaliere di Sommerlund e per finire il bucaniere di Shadaki. Tutte le classi sono di allineamento neutrale o legale, ovvero votate al bene, nessuna è puramente malvagia. La storia del Magnamund è presentata in modo sintetico e esaustivo fino al 5000 dopo la creazione della Pietra di Luna, ovvero 50 anni prima della storia di Lupo Solitario. Nel background sono però presentati cenni su sviluppi futuri delle nazioni in modo da permettere di giocare sia nell'anno 5000 sia in epoca successiva. 
- August Hahn, Tony Parkes e Matthew Sprange, Lupo Solitario — Il Gioco di Ruolo (The Lone Wolf: The Roleplaying Game, 2004). In occasione del ventennale fu stampata per essere distribuita alla Lucca Comics & Games un'edizione speciale italiana stampata in 200 copie.
- August Hahn, Tony Parkes e Matthew Sprange, I Signori delle Tenebre (The Darklands). Approfondisce la zona del Regno delle Tenebre, con una scheda dettagliata per ogni sottoregione di questo regno che include spesso un breve cenno storico. Espande il bestiario con nuovi mostri e vengono presentate nuove classi di personaggio, tra cui il guerriero delle tenebre e il ministro delle tenebre. Vengono infine elencate nuove regole, presentata una sezione sulla magia oscura (detta della Mano Destra) e le singole schede dei vari Signori delle Tenebre con punti di forza una breve loro descrizione.
- August Hahn, Magia nel Magnamund (Magic of Magnamund). Oltre a introdurre nuovi personaggi e classi (in totale sette nuove classi) come il custode delle erbe, il guerriero Vakeros e il druido cenerese, porta alcune correzioni al regolamento e all'uso della magia, oltre a nuove informazioni cronologiche sul magico continente del Magnamund.
- Matt B. Carter, Dawn of Destruction, 2005. Avventura
- August Hahn, Blood Moon Rising, 2005. Avventura distribuita gratuitamente in formato PDF.[3]
- Joe Dever e Michele Bonelli Di Salci, L'Ultimo dei Ramas, 2006. Un'avventura scritta per l'edizione italiana basata sulla storia dei primi tre librogame di Lupo Solitario riscritti con le regole del gioco di ruolo. Oltre a questo in aggiunta alcune informazioni fondamentali su Sommerlund e come è organizzata, in special modo la suddivisione del suo esercito con alcune informazioni molto utili per qualsiasi campagna in questo territorio.[4]

### Multiplayer
Una nuova versione del gioco di ruolo fu pubblicata dalla Mongoose Publishing nel marzo 2010 con il titolo Lone Wolf Multiplayer Game Book. Le regole di questa edizione sono più semplici e più vicine a quelle dei librogame. Numerose espansioni furono pubblicate fin al 2013 quando la licenza fu ritirata alla Mongoose Publishing. Alcuni supplementi annunciati non furono pubblicati.
- Joe Dever and Matthew Sprange, The Lone Wolf Multiplayer Gamebook, 2010
- Pete Nash e Joe Dever, Terror of the Darklords, 2010
- Joe Dever and Matthew Sprange, Heroes of Magnamund, 2010[7]
- Joe Dever and Darren Pearce, Sommerlund, 2010
- Joe Dever and Darren Pearce, Magnamund Bestiary, 2011
- August Hahn and Joe Dever, Book of the Magnakai, 2011
- Mark Gedak, Corruption of Ikaya, 2011
- Vincent Lazzari e Joe Dever, The Darklands, 2011
- Joe Dever, Vincent Lazzari, Florent Haro, Éric Dubourg, Gérald Degryse e Emmanuel Luc, Stornlands I, 2012

### The Lone Wolf Adventure Game
I diritti di Lupo Solitario vengono rilevati dalla Cublicle 7 nell'aprile 2013 che nell'agosto 2014 lanciò una campagna su Kickstarter che raccoglie 68005 £ per finanziare la nuova edizione. La nuova edizione chiamata The Lone Wolf Adventure Game è una versione estesamente rivista, ampliata e riveduta del Lone Wolf Multiplayer Game Book, pubblicata nel settembre 2015 
- Joe Dever, August Hahn, Gary Astleford e Richard Harrison, Lupo Solitario — il gioco di ruolo (The Lone Wolf Adventure Game), 2015. Confezione in scatola con tre manuali: Libro delle leggende Kai (Book of Kai Legend), Libro dell’addestramento Kai (Book of Kai Training) e Libro della saggezza Kai (Book of Kai Wisdom) ed altri materiali di gioco[10]
- Joe Dever e August Hahn, Eroi del Magnamund (Heroes of Magnamund), 2016.
- Joe Dever, August Hahn, Andrew Peregrine e Ken Spencer, Avventure dei Kai (Adventures of the Kai), 2016
- Joe Dever, Vincent Lazzari, August Hahn e Darren Pearce, Magnamund Menagerie, 2017
- Joe Dever, Vincent Lazzari (Scriptarium), August Hahn e Darren Pearce, Bestiary of the Beyond, 2017
- Joe Dever, Ken Spencer, August Hahn, Vincent Lazzari (Scriptarium) e Pete Nash, Terror of the Darklords, 2017
- Joe Dever, Vincent Lazzari (Scriptarium), August Hahn & Darren Pearce, Sommerlund, 2017

Nota: nell'edizione italiana Eroi del Magnamund e Avventure dei Kai sono stati pubblicati insieme in un'unica scatola intitolata Avventure nel Magnamund

## Videogiochi
Nel 1984 la Hutchinson Computer Publishing ha pubblicato per ZX Spectrum 48k il videogioco Flight from the Dark, tratto dal primo librogame I Signori delle Tenebre.
Lo stesso anno, per la stessa piattaforma e dallo stesso sviluppatore è uscito Fire on the Water, ispirato al secondo volume Traversata infernale.
Nel 1991 la Audiogenic Software ha commercializzato Lone Wolf: The Mirror of Death, per Spectrum 48/128k, C64, Amstrad CPC e DOS.
Dal 2009 viene pubblicato gratuitamente Seventh Sense, un software open source per Win/Mac/Linux che permette di leggere e giocare sul computer a molti dei librogame originali (i primi 17, all'aggiornamento del 2015).
Nel 2005 la Ksatria Gameworks, software house con sede in Singapore, in collaborazione con l'autore ha iniziato lo sviluppo del videogioco Lone Wolf - Flight from the dark, ispirato all'edizione expanded del primo libro della serie. Nel 2008 fu anche pubblicata una presentazione semi-ufficiale. L'uscita è stata più volte posticipata. Dopo il fallimento della Ksatria Gameworks causa non rinnovo dei finanziamenti, il progetto del videogioco è stato abbandonato.
Nel 2012 GDV Software ha pubblicato Lone Wolf Saga per Android, un free-to-play che permette di giocare ai libri originali in inglese.
Il 19 agosto 2011 Joe Dever ha annunciato che Forge Reply, una software house italiana, stava sviluppando il videogioco di Lupo Solitario.
Il gioco è uscito nel 2013, con il nome di Joe Dever's Lone Wolf, suddiviso in 4 atti, per piattaforme Android e iOS. Una versione HD Remastered per Macintosh, Windows, Xbox One e PS4, non suddivisa in episodi, è uscita nel 2015.

## Fumetti
Il teschio di Agarash (The Skull of Agarash), pubblicato nel 1994 a Londra dalla Red Fox, è al momento l'unica avventura a fumetti della saga. La prima edizione italiana, del 2007, è in formato elettronico (pdf) ad opera della comunità di appassionati di Librogame's Land, che ha ottenuto le autorizzazioni dall'autore e dagli illustratori.

## Merchandising
Il Magnamund Companion è una guida illustrata (da Gary Chalk) a colori dedicata al mondo di Lupo Solitario. Contiene la cartografia del Magnamund, schede dettagliate su tutte le nazioni e i popoli, dossier sui Ramas e i Signori delle Tenebre. Presenti anche un corso e un dizionario di lingua Giak, istruzioni per costruire un modellino cartaceo di navicella volante e anche un librogame inedito, intitolato Dawn of the Darklords.

## Altri media
Phonequest: avventure telefoniche interattive
1. The Forbidden Tower (1989)
2. The Fortress of Doom (1991)

Audiolibri
1. Eclipse of the Kai (1992)
2. The Dark Door Opens (1993)